# Montello, Wisconsin
Montello är administrativ huvudort i Marquette County i Wisconsin i USA. Enligt 2010 års folkräkning hade Montello 1 495 invånare.